# Ulica Gwiaździsta w Warszawie
Ulica Gwiaździsta – ulica w dzielnicach Żoliborz i Bielany w Warszawie. Przebiega wzdłuż Łachy Potockiej.

## Ważniejsze obiekty
- Osiedle Kępa Potocka
- Park Kępa Potocka
- Las Bielański
- XCIV Liceum Ogólnokształcące im. gen. Stanisława Maczka